# Tigri asiatiche

Le tigri asiatiche (in rosso)

Tigri asiatiche, quattro draghi o quattro dragoni è il nome attribuito verso la fine degli anni novanta principalmente a quattro Paesi asiatici per via del loro ininterrotto sviluppo degli ultimi decenni, durato fino alla crisi del 1997, anche se questo termine si può riferire alla maggioranza dei mercati in rapida crescita nell'Estremo Oriente.

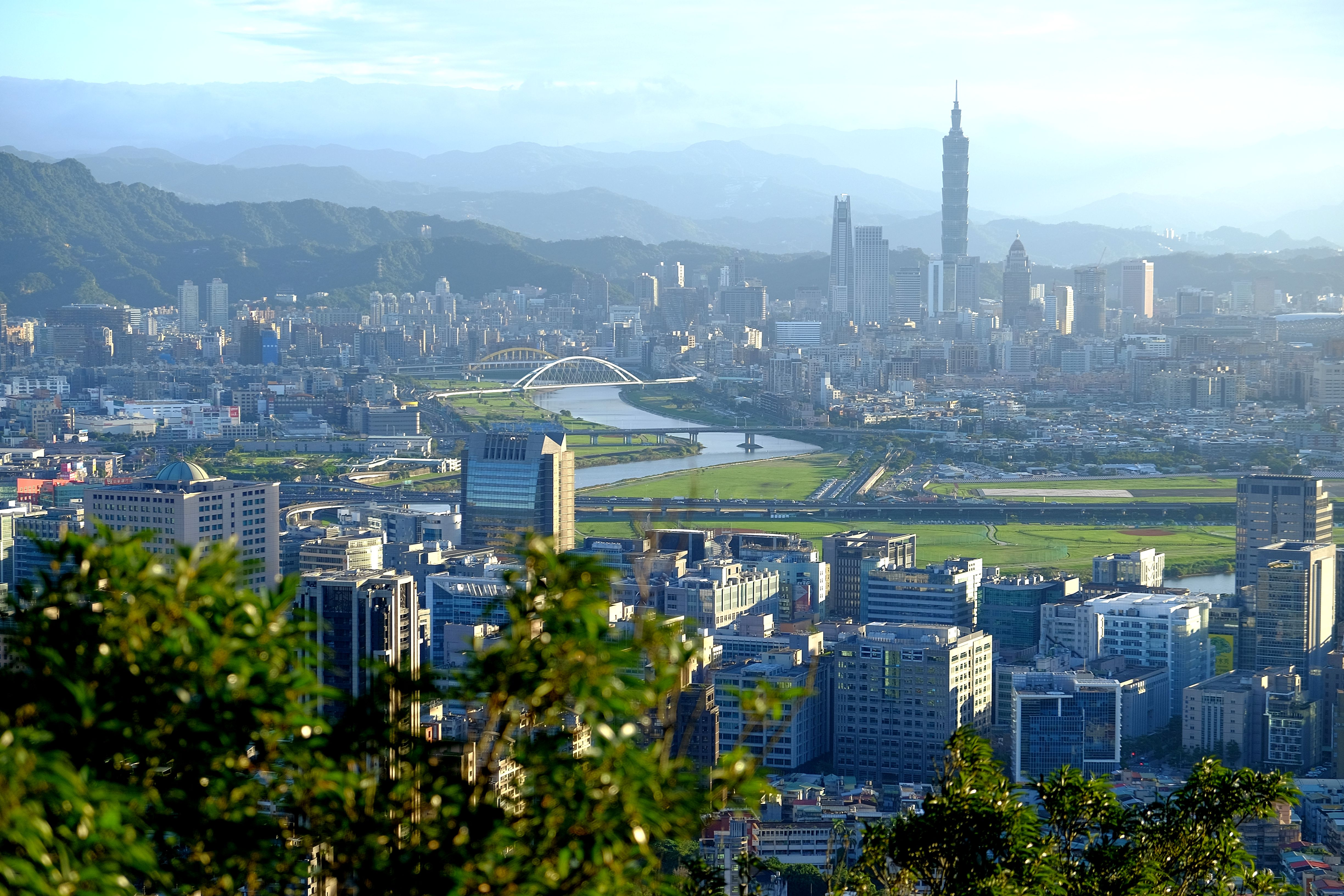
Taipei, capitale di Taiwan.

Questi Paesi sono:
- Taiwan
- Corea del Sud
- Singapore
- Hong Kong

## Tigri minori
La definizione di tigri asiatiche con l'uso arrivò a comprendere un po' tutte le economie emergenti del Sud-est asiatico. Talvolta alle quattro economie emergenti maggiori dell'area venivano affiancate le cosiddette "tigri minori" o "piccole tigri" ovvero altri quattro Stati:
- Malaysia
- Indonesia
- Thailandia
- Filippine

Nonostante la distanza in termini economici dalle maggiori economie dell'area, ma grazie al loro sviluppo negli anni novanta che le allontanò dall'economia di pura sussistenza, anche il Vietnam e la Cambogia saltuariamente vennero incluse nella definizione di tigri asiatiche.